# 响雪山房琴谱
《響雪山房琴谱》，古琴谱。嘉庆年间撰刊，具体时间及作者不详。

## 版本介绍
这是一个仅抄录了十五个琴曲的抄本，它没有记明年代，也没有记载抄者姓名，没有序跋，没有琴論和指法，只能从书的纸墨鉴定为嘉靖年间所抄。因为其抄录了《自远堂琴谱》从抄谱的角度判定它是嘉靖年间物。